# Грабівниця Старженська (гміна)
Ґміна Ґрабовніца Стаженьска (пол. Gmina Grabownica Starzeńska) — колишня (1934—1939 рр.) сільська ґміна Бжозовського повіту Львівського воєводства Польської республіки (1918—1939) рр. Центром ґміни було село Ґрабовніца Стаженьска.

1 серпня 1934 р. було створено ґміну Ґрабовніца Стаженьска в Бжозовському повіті. До неї увійшли сільські громади: Ґуркі, Ґрабовніца Стаженьска, Ґрабувка, Гумніска, Небоцко і Тур’є Поле.